# Herbstein
Herbstein è una città tedesca di 4 685 abitanti, situata nel land dell'Assia.
Il territorio comunale è attraversato, nelle frazioni di Altenschlirf, Schlechtenwegen e Stockhausen dal fiume Altefeld, che riceve qui le acque dell'Alte Hasel, suo affluente.